# Ryan Eggold
Ryan James Eggold (Lakewood, 10 agosto 1984) è un attore statunitense.

## Biografia
Ryan Eggold inizia la propria carriera di attore con varie parti, spesso in ruoli ricorrenti in soap opera e telefilm come Febbre d'amore, Entourage, Jimmy fuori di testa, Brothers & Sisters - Segreti di famiglia e Veronica Mars, prima di ottenere un ruolo fisso nella serie televisiva Dirt. In seguito Eggold otterrà la parte di Ryan Matthews in 90210, pur continuando a mantenere il proprio personaggio in Dirt.
Dal 2013 al 2018 è stato uno dei protagonisti di The Blacklist. Dal 2018 è il protagonista di New Amsterdam.
Eggold ha anche saltuariamente lavorato come attore teatrale, debuttando nel 2006 nella produzione Dead End, diretto da Nick Martin. In seguito l'attore lavorerà anche in Leipzig ed in Marat/sade, opera vincitrice di un LA Weekly Theater Award. Inoltre Eggold scrive musica, suona la chitarra ed il pianoforte, ed ha un gruppo musicale di cui è il cantante.

## Filmografia

### Attore

#### Cinema
- Con: The Corruption of Shawn Helm, regia di Brandon Bennett – cortometraggio (2006)
- Bloom, regia di Lance Larson – cortometraggio (2008)
- First Dates, regia di Sam Wasserman (2010)
- Queen, regia di Adam Rose – cortometraggio (2011)
- I Will Follow You Into the Dark, regia di Mark Edwin Robinson (2012)
- La scomparsa di Eleanor Rigby (The Disappearance of Eleanor Rigby), regia di Ned Benson (2013)
- Il club delle madri single (The Single Moms Club), regia di Tyler Perry (2014)
- Padri e figlie (Fathers and Daughters) regia di Gabriele Muccino (2015)
- Lovesong (2016)
- BlacKkKlansman, regia di Spike Lee (2018)
- Mai raramente a volte sempre (Never Rarely Sometimes Always), regia di Eliza Hittman (2020)
- A Jazzman's Blues, regia di Tyler Perry (2022)

#### Televisione
- Related – serie TV, episodio 1x17 (2006)
- Brothers & Sisters - Segreti di famiglia (Brothers & Sisters) – serie TV, episodio 1x04 (2006)
- Veronica Mars – serie TV, episodio 3x04 (2006)
- The War at Home – serie TV, episodio 2x08 (2006)
- Febbre d'amore (The Young and the Restless) – serie TV, 3 episodi (2007)
- Nick Cannon Presents: Short Circuitz – serie TV, episodio 1x02 (2007)
- Jimmy fuori di testa (Out of Jimmy's Head) – serie TV, 5 episodi (2007)
- Dirt – serie TV, 7 episodi (2008)
- Entourage – serie TV, episodi 3x19 - 4x05 - 5x01 (2007-2008)
- United States of Tara – serie TV, episodio 1x09 (2009)
- 90210 – serie TV, 68 episodi (2008-2011)
- The Blacklist – serie TV, 67 episodi (2013-2018)
- Sons of Liberty - Ribelli per la libertà (Sons of Liberty) – miniserie TV, 3 episodi (2015)
- The Blacklist: Redemption - serie TV, 8 episodi (2017)
- New Amsterdam - serie TV, 89 episodi (2018-2023)
- Alex Cross - serie tv, 8 episodi (2024 - in corso)

### Regista
- Literally, Right Before Aaron (2011) - cortometraggio
- Literally, Right Before Aaron (2017)

## Doppiatori italiani
Nelle versioni in italiano delle opere in cui ha recitato, Ryan Eggold è stato doppiato da:
- David Chevalier in Dirt, Sons of Liberty - Ribelli per la libertà, The Blacklist, The Blacklist: Redemption
- Francesco Pezzulli in New Amsterdam, A Jazzman's Blues
- Simone D'Andrea in BlacKkKlansman, Alex Cross
- Gianfranco Miranda in 90210